# Ilda Reis
Ilda Nunes dos Reis (Socorro, Lisboa, 1 de janeiro de 1923 – Lisboa, 5 de janeiro de 1998) foi uma artista plástica portuguesa que, durante três décadas de produção criativa, se dedicou exclusivamente à gravura. Foi casada, de 1944 a 1970, com o escritor José Saramago.

## Percurso
Ilda Reis nasceu no dia 1 de Janeiro de 1923, na freguesia do Socorro, em Lisboa. Era filha de António Nunes dos Reis, funcionário público, e Maria Adelaide Nunes, doméstica, ambos naturais de Góis (freguesia de Colmeal). A 26 de novembro de 1944, casou civilmente em Lisboa com José Saramago, com quem permaneceu até 1970, embora o divórcio só tenha sido decretado por sentença transitada em julgado a 20 de maio de 1974, com efeitos retroativos a 20 de julho de 1970.
O seu percurso artístico começa na Escola de Artes Decorativas de António Arroio, que interrompe para focar-se apenas na sua carreira profissional como dactilógrafa da CP até ao ano de 1965. Nesse ano, com a idade de 42 anos a artista “abandona o emprego seguro” e regressa ao mundo das artes e dos seus estudos artísticos inscrevendo-se num curso de pintura e desenho na Sociedade Nacional de Belas Artes.
Estudou gravura e serigrafia na Gravura – Sociedade Cooperativa de Gravadores Portugueses, espaço por onde passaram Júlio Pomar, Alice Jorge, Manuela Pinheiro, Emilia Nadal e Sérgio Pombo e onde orientou alguns cursos.
Foi membro da direcção da «Gravura» em 1971/72 e do Conselho Técnico em 1972/73, e bolseira da Fundação Calouste Gulbenkian em 1971/72 e 1979/80.
A obra gravada de Ilda Reis encontra-se em depósito na Biblioteca Nacional, em Lisboa.
Morreu a 5 de janeiro de 1998, em Lisboa.

## Exposições Colectivas no Estrangeiro
- 2005 “Bairro Alto – Colectiva de 10 Artistas Portugueses”. Itinerância de Abril a Setembro, comissariada por Ana Matos. Província de Granada. Espanha.
- 1994. Centro Internacional de Arte. Kyoto. Japão. 1993. I Bienal Internacional de Gravura. Maastricht. Holanda.
- 1992. Centro Internacional de Arte. Kyoto. Japão.
- 1991. Centro Internacional de Arte. Kyoto. Japão.
- 1989. Embaixada de Portugal – Centro Cultural Português. Cidade da Praia. Cabo Verde.
- 1989. IV Bienal Nacional do Livro. Rio de Janeiro. Brasil.
- 1988. Grand Prix Européen de Arts et des Lettres. Nice. França.
- 1988. Exposição de Arte Portuguesa Didático-Cultural. França, Bélgica e Luxemburgo.
- 1987. Ano Europeu do Ambiente. Inglaterra, França, Israel, Áustria, antiga FRA e Portugal (Museu de Setúbal).
- 1984. IX Trienal de Xilogravura. Suíça (Winterthur e Bulle), Itália (Génova) e Alemanha (Schwetzingen)
- 1984. Trienal Europeia de Gravura. Veneza. Itália.
- 1983. XV Bienal Internacional de Gravura. Ljubljana.
- 1983. III Bienal de Gravura Europeia. Baden-Banden e Heidelberg.
- 1980. Zeigenossiche Portugiesische Grafik. Galerie Bernhard. Weber-Manheim.
- 1978. Exposição de Gravura Contemporânea. Brasília, Rio de Janeiro e São Paulo. Brasil.
- 1978. Gravura Portuguesa Contemporânea. Viterbo. Itália.
- 1978. Gravura Portuguesa Contemporânea. Galeria Felizitas. Mentel-Manheim.
- 1978. Zeitgenossiche Grafik aus Portugal. Manheimer. Abendakamie.
- 1978. II Mal Portugal. Galerie Linde in Derendinge. Suíça.
- 1977. I Exposição de Gravadores Portugueses. Madrid. Espanha.
- 1976 a 1978. Gravura Portuguesa Contemporânea, organizada pela Secretaria de Estado da Cultura. Veneza, Bolonha e Roma. Itália.
- 1976. Lunds Konsthall Portugisiskt. Museu de Luns. Suécia.
- 1975. XI Bienal Internacional de Gravura. Ljubljana.
- 1975. Gravura Portuguesa Contemporânea. Centro Cultural da Fundação Calouste Gulbenkian. Paris. França.
- 1975. Exposição Colectiva de Gravadores Portugueses. Madrid. Espanha.
- 1975. X Bienal Internacional. Tóquio. Japão.
- 1973. X Bienal Internacional de Gravura. Ljubljana.
- 1973. Rothman’s Gallery. New Jersey. EUA.
- 1972. XX Salão de Gravura. Museu de Arte Contemporânea. Madrid.
- 1972. VI Salão de Arte Moderna. Luanda.
- 1972. III Bienal Internacional de Gravura. Florença. Itália.[5]
- 1972. II Bienal Internacional de Gravura. Seul.
- 1972. III Bienal Internacional de Gravura. Buenos Aires. Argentina.
- 1972. II Trienal Internacional de Xilogravura. Capri. Itália.
- 1971. Gravura Portuguesa. São Salvador da Baía. Brasil.
- 1970 a 1975. Gravura Portuguesa Contemporânea, organizada pela Fundação Calouste Gulbenkian. Paris. França.
- 1970. II Bienal Internacional de Gravura. Cracóvia.
- 1970. IV Salão de Arte Moderna. Luanda.
- 1969. Exposição Internacional de Gravura. Catânia.
- 1968. II Bienal Internacional de Gravura. Pescia.

## Prémios
- 1994. Prémio de Edição. IV Bienal de Gravura da Amadora. Amadora.
- 1990. Menção Honrosa. IV Exposição de Pequeno Formato, Viragem. Cascais.
- 1988. Prémio Jusgoslávia. Grand Prix Européen des Arts et des Lettres. Nice. França.
- 1987. 1.º Prémio. I Bienal de Arte. Grupo Dramático Povoense.
- 1987. Menção Honrosa. Ano Europeu do Ambiente. Museu de Setúbal. Setúbal.
- 1984. Prémio de Edição. I Exposição de Arte – Banco Fomento Nacional. Lisboa.
- 1981. Prémio de Edição. III Exposição Nacional de Gravura. Lisboa.
- 1972. Medalha de Ouro. III Bienal Internacional de Gravura. Florença. Itália.[5][8]
- 1972. Medalha de Bronze. II Trienal Internacional de Xilogravura. Carpi. Itália.
- 1971. Medalha de Prata. XVII Salão de Outono. Junta de Turismo da Costa do Sol. Estoril.
- 1971. Medalha de Prata. XVI Salão de Primavera. Junta de Turismo da Costa do Sol. Estoril.
- 1970. Medalha de Prata. XVI Salão de Primavera. Junta de Turismo da Costa do Sol. Estoril.
- 1970. Medalha de Prata. VIII Salão de Arte Moderna. Junta de Turismo da Costa do Sol. Estoril.
- 1967. Menção Honrosa. Círculo de Artes Plásticas. Coimbra.